# EN 60601-2-10
Die EN 60601-2-10 mit dem Titel „Medizinische elektrische Geräte – Teil 2-10: Besondere Festlegungen für die Sicherheit von Geräten zur Stimulation von Nerven und Muskeln“ ist Teil der Normenreihe EN 60601.
Herausgeber der DIN-Norm DIN EN 60601-2-10 ist das Deutsche Institut für Normung.
Die Norm basiert auf der internationalen Fassung IEC 60601-2-10. Im Rahmen des VDE-Normenwerks ist die Norm als VDE 0750-2-10 klassifiziert, siehe DIN-VDE-Normen Teil 7.
Diese Ergänzungsnorm regelt allgemeine Festlegungen für die Sicherheit, Prüfungen und Richtlinien von Geräten zur Stimulation von Nerven und Muskeln.

## Gültigkeit
Die deutsche Ausgabe 4.2003 ist ab 11.2004 als Deutsche Norm angenommen.
- Die Aktuelle Fassung (4.2003) ist korrespondierend mit der 2. Ausgabe der DIN EN 60601-1 anzuwenden.
- Die Ausgabe 6.2005 ist korrespondierend mit der 2. Ausgabe der DIN EN 60601-1 anzuwenden.
- Es existiert ein  Norm-Entwurf DIN IEC 60601-2-10:2009-12, welcher vorgesehen ist für die 3. Ausgabe der DIN EN 60601-1.

## Anwendungsbereich
Die besonderen Festlegungen enthalten Anforderungen für die Sicherheit von Geräten zur Stimulation von Nerven und Muskeln zur Verwendung in der physikalischen Medizin, nachstehend als Geräte oder Reizstromgeräte bezeichnet.
Folgende Geräte sind ausgeschlossen:
- Geräte zur Implantation oder zum Anschluss an implantierte Elektroden
- Geräte, die speziell für die Reizung des Gehirns entwickelt sind (z. B. Elektrokrampfgeräte)
- Geräte für die neurologische Forschung
- Herzschrittmacher (teilweise behandelt in EN 60601-2-31)
- Reizstromgeräte, die für die Verwendung bei Operationen eingebaut sind
- Geräte, die für Diagnose nach der Methode der evozierten Potentiale bestimmt sind (behandelt in EN 60601-2-40)
- Geräte, die für die Elektromyografie bestimmt sind (behandelt in EN 60601-2-40)
- Geräte für die Defibrillation des Herzens

## Zusatzinformation
Folgende geänderte Anforderungen sind in der EN 60601-2-10 enthalten (Auszug):
- Schutz gegen gefährliche Ausgangswerte